# Parasasima
Parasasima is een geslacht van rechtvleugeligen uit de familie sabelsprinkhanen (Tettigoniidae). De wetenschappelijke naam van dit geslacht is voor het eerst geldig gepubliceerd in 1955 door Willemse.

## Soorten
Het geslacht Parasasima  is monotypisch en omvat slechts de volgende soort:
- Parasasima elegans (Willemse, 1955)